# Linaria weilleri
Linaria weilleri är en grobladsväxtart som beskrevs av Emberger och Maire. Linaria weilleri ingår i släktet sporrar, och familjen grobladsväxter. Inga underarter finns listade i Catalogue of Life.